# روبرت فينولا
روبرت فينولا (بالإنجليزية :Robert Vignola) ولد بروكو جوزيبي في 5 اغسطس 1882 كان أمريكي الجنسية إيطالي المولد , وكان ممثلا و كاتب سيناريو ومخرجا في السينما الأمريكية وهو واحد من أكثر مخرجي الأفلام الصامتة. توفي سنة 1953

## أفلام شارك في اخراجها
- (The Vampire(1913
- (The Evil Thereof (1916
- (The Way of a Girl (1925

## أفلام شارك في تمثيلها
- (The Fight for Freedom (1908
- (The Colleen Bawn (1911
- (The Scimitar of the Prophet (1913

## روابط خارجية
- روبرت فينولا على موقع IMDb (الإنجليزية)
- روبرت فينولا على موقع ألو سيني (الفرنسية)
- روبرت فينولا على موقع أول موفي (الإنجليزية)
- روبرت فينولا على موقع قاعدة بيانات الأفلام السويدية (السويدية)
- روبرت فينولا على موقع قاعدة بيانات الفيلم (الإنجليزية)
- روبرت فينولا على موقع كينوبويسك (الروسية)